# Radó von Kövesligethy
Radó von Kövesligethy (Verona, 1862 – Budapest, 1934) è stato un fisico ungherese.
Assistente di Loránd Eötvös, fu direttore dell'Istituto di geofisica e del laboratorio sismico di Budapest, dirigendo anche per un breve periodo l'osservatorio Konkoly. Nel 1885 formulò la teoria degli spettri continui dei corpi celesti, primo passo nel determinare le equazioni di radiazione dei corpi neri.
Formulò inoltre leggi che permettono di individuare l'epicentro di un terremoto.